# Mariano Lino Gamarra
Mariano Lino Gamarra fue un abogado y político peruano. Fue sobrino del presidente Agustín Gamarra.
En 1867 llegó al Cusco el ingeniero sueco John W. Nystrom quien procuró la formación de una sociedad metalúrgica y minera en el Cusco para impulsar la industria siderúrgica. En su expedición e informes, se menciona a varios cusqueños que suscribieron acciones para la constitución de dicha empresa entre los que estaba Mariano Lino Gamarra. La empresa, sin embargo, no pudo concretarse ante la poca inversión realizada por los habitantes del Cusco.
Fue elegido diputado suplente por la provincia de Quispicanchi entre 1868 y 1871 durante el gobierno de José Balta y reelecto en 1872 durante el gobierno de Manuel Pardo. En 1876 fue nuevamente electo diputado suplente pero, esta vez, por la provincia de Canas.
En 1883 fue nombrado como juez de primera instancia en lo civil para las provincias de Cusco, Anta y Paruro del distrito judicial del Cusco. A la par fue elegido senador por el departamento del Cusco en el congreso reunido en Arequipa en 1883 por el presidente Lizardo Montero luego de la derrota peruana en la guerra con Chile. 
En 1884 formó parte de la Asamblea Constituyente convocado por el presidente Miguel Iglesias luego de la firma del Tratado de Ancón que puso fin a la Guerra del Pacífico. Esta asamblea no sólo ratificó dicho tratado sino también ratificó como presidente provisional a Miguel Iglesias, lo que condujo a la Guerra civil peruana de 1884-1885.
Fue elegido senador suplente por el departamento del Cusco en 1894. Su mandato se vio interrumpido por la Guerra civil de 1894.